# ベギアトア目
ベギアトア目（ベギアトアもく、Beggiatoales）は真正細菌Pseudomonadota門ガンマプロテオバクテリア綱の目の一つである。

## 下位分類（科）
以下の科を含む(2024年9月現在)。
- Achromatiaceae　アクロマチウム科

Massart 1901 (IJSEMリストに記載 1980)
- Beggiatoaceae　ベギアトア科

Migula 1894 (IJSEMリストに記載 1980)
- Fastidiosibacteraceae

Xiao et al. 2018 (IJSEMリストに記載 2018)
- Francisellaceae　フランシセラ科

Sjöstedt 2005 (IJSEMリストに記載 2005)、修正　Boscaro et al. 2012 (IJSEMリストに記載 2013)、修正　Larson et al. 2016 (IJSEMリストに記載 2016)
- Leucotrichaceae　ロイコスリクス科

Buchanan 1957 (IJSEMリストに記載 1980)
- Piscirickettsiaceae　ピシリケッチア科

Fryer & Lannan 2005 (IJSEMリストに記載 2005)